# Trente-quatrième district congressionnel de Californie
Le 34e district congressionnel de Californie est un district situé en Californie. Situé dans le Comté de Los Angeles, le district est représenté par le Démocrate Jimmy Gomez. Son précédent Représentant, le Démocrate Xavier Becerra de Los Angeles, a démissionné le 24 janvier 2017 pour devenir Procureur général de Californie. Le Représentant Gomez a remporté une élection spéciale le 6 juin 2017, battant son compatriote Démocrate Robert Lee Ahn pour remplacer Becerra. Il a ensuite prêté serment en tant que Représentant du district le 11 juillet 2017.
Le district fait presque entièrement partie de la ville de Los Angeles et comprend les quartiers suivants du centre, de l'est et du nord-est de Los Angeles : Boyle Heights, Chinatown, City Terrace, Cypress Park, Downtown Los Angeles, Eagle Rock, El Sereno, Garvanza, Glassell Park, Highland Park, Koreatown, Little Bangladesh, Little Tokyo, Lincoln Heights, Montecito Heights, Monterey Hills, Mount Washington et Westlake.

## Géographie
| #  | Comté       | Siège       | Population |
| -- | ----------- | ----------- | ---------- |
| 37 | Los Angeles | Los Angeles | 9 663 345  |

Depuis le redécoupage de 2020, le 34e district congressionnel de Californie est situé dans le sud de la Californie. Le quartier est presque entièrement dans la ville de Los Angeles.
Le Comté de Los Angeles est divisé entre ce district, le 28e district, le 30e district, le 37e district, le 38e district et le 42e district. Les 34e et 28e sont séparés par Colorado Blvd, Lantana Dr, Church St, Adelaide Pl, Highway 110, N Huntingdon Dr, S Winchester Ave, Valley Blvd, Laguna Channel, Highway 710, l-10 Express Ln, Rollins Dr, Floral Dr, E Colonia, Belvedere Park, Highway 60, S Atlantic Blvd, and Pomona Blvd.
Les 34e, 37e et 30e sont divisés par S Alameda St, E 7th St, Harbor Freeway, Highway 10, S Normandie Ave, W Pico Blvd, Crenshaw Blvd, Wilshire Blvd, S Van Ness Ave, S Wilton Pl, N Wilton Pl, Beverly Blvd, N Western Ave, Melrose Ave, Hollywood Freeway, Douglas St, Lilac Ter, N Boylston St, Academy Rd, Pasadena Freeway, Highway 5, Duvall St, Blake Ave, Fernleaf St, Crystal St, Blake Ave, Meadowvale Ave, Los Angeles, Benedict St, N Coolidge Ave, Glendale Freeway, Roswell St, Delay Dr, Fletcher Dr, Southern Pacific Railroad, S Glendale Ave, Vista Superba Dr, Verdugo Rd, Plumas St, Carr Park, Harvey Dr, and Eagle Rock Hilside Park.
Les 34e, 38e et 42e sont divisés par SS Gerhart Ave, Simmons Ave, Dewar Ave, W Beverly Blvd, Repetto Ave, Allston St, S Concourse Ave, Ferguson Dr, Simmons Ave/S Gerhart Ave, Highway 72, Goodrich Blvd, Telegraph Rd, S Marianna Ave, Noakes St, S Bonnie Beach Pl, Union Pacific Ave, S Indiana St, Union Pacific Railroad, Holabird Ave, S Grande Vista Ave, AT & SF Railway, Harriet St, and E 25th St. Le 34e district englobe les quartiers de Los Angeles de Boyle Heights, Lincoln Heights, Naud Junction, El Sereno, Highland Park, Glassell Park, Mount Washington, Eagle Rock, Garvanza, Pico-Union, Harvard Heights, Koreatown, Westlake, Chinatown, Elysian Park, Montecito Heights et Cypress Park, ainsi que la census-designated place d'East Los Angeles.

### Villes et CDP de 10 000 personnes ou plus
- Los Angeles - 3 820 914
- East Los Angeles - 118 786

## Historique de vote
| Année | Poste               | Résultats                  |
| ----- | ------------------- | -------------------------- |
| 1990  | Gouverneur          | Wilson 47,0 % - 46,9 %     |
| 1992  | Président           | Clinton 50,9 % - 31,1 %    |
| 1992  | Sénateur            | Boxer 47,0 % - 42,1 %      |
| 1992  | Sénateur (Spéciale) | Feinstein 56,1 % - 34,2 %  |
| 1994  | Gouverneur          | Brown 52,0 % - 43,8 %      |
| 1994  | Sénateur            | Feinstein 48,8 % - 40,0 %  |
| 1996  | Président           | Clinton 63,5 % - 27,2 %    |
| 1998  | Gouverneur          | Davis 69,6 % - 27,7 %      |
| 1998  | Sénateur            | Boxer 63,5 % - 32,7 %      |
| 2000  | Président           | Gore 67,3 % - 29,5 %       |
| 2000  | Sénateur            | Feinstein 68,9 % - 24,2 %  |
| 2002  | Gouverneur          | Davis 63,4 % - 27,3 %      |
| 2003  | Rappel,             | Non 57,2 % - 42,8 %        |
| 2003  | Rappel,             | Bustamante 52,6 % - 33,4 % |
| 2004  | Président           | Kerry 68,8 % - 29,8 %      |
| 2004  | Sénateur            | Boxer 73,7 % - 21,1 %      |
| 2006  | Gouverneur          | Angelides 62,6 % - 32,4 %  |
| 2006  | Sénateur            | Feinstein 73,7 % - 20,7 %  |
| 2008  | Président           | Obama 74,7 % - 23,1 %      |
| 2010  | Gouverneur          | Brown 71,5 % - 23,0 %      |
| 2010  | Sénateur            | Boxer 71,2 % - 22,7        |
| 2012  | Président           | Obama 83,0 % - 14,1 %      |
| 2012  | Sénateur            | Feinstein 84,6 % - 15,4 %  |
| 2014  | Gouverneur          | Brown 83,7 % - 16,3 %      |
| 2016  | Président           | Clinton 83,6 % - 10,7 %    |
| 2016  | Sénateur            | Harris 55,4 % - 44,6 %     |
| 2018  | Gouverneur          | Newsom 84,5 % - 15,5 %     |
| 2018  | Sénateur            | Feinstein 52,0 % - 48,0 %  |
| 2020  | Président           | Biden 80,8 % - 16,9 %      |
| 2021  | Rappel              | Non 84,3 % - 15,7 %        |
| 2022  | Gouverneur          | Newsom 81,8 % - 18,2 %     |
| 2022  | Sénat               | Padilla 83,1 % - 16,9 %    |

## Liste des Représentants du district
| Membre                           | Parti       | Années                            | Congrès     | Histoire électorale | Zone géographique |
| -------------------------------- | ----------- | --------------------------------- | ----------- | --- | --- |
| District créée le 3 janvier 1963 |             |                                   |             | | |
| Richard T. Hanna                 | Démocrate   | 3 janvier 1963 - 31 décembre 1974 | 88e - 93e   | Élu en 1962. Réélu en 1964. Réélu en 1966. Réélu en 1968. Réélu en 1970. Réélu en 1972. Démissionne                                                    | 1963–1969 Orange |
| Richard T. Hanna                 | Démocrate   | 3 janvier 1963 - 31 décembre 1974 | 88e - 93e   | Élu en 1962. Réélu en 1964. Réélu en 1966. Réélu en 1968. Réélu en 1970. Réélu en 1972. Démissionne                                                    | 1969–1973 Los Angeles, Orange |
| Richard T. Hanna                 | Démocrate   | 3 janvier 1963 - 31 décembre 1974 | 88e - 93e   | Élu en 1962. Réélu en 1964. Réélu en 1966. Réélu en 1968. Réélu en 1970. Réélu en 1972. Démissionne                                                    | 1973–1975 Los Angeles, Orange |
| Vacant                           | Vacant      | 31 décembre 1974 - 3 janvier 1975 |             | | |
| Mark W. Hannaford (en)           | Démocrate   | 3 janvier 1974 - 3 janvier 1975   | 94e , 95e   | Élu en 1974. Réélu en 1976. Perds sa réélection. | 1975–1983 Los Angeles, Orange (Partie Nord-Ouest)                                                                                 |
| Dan Lungren                      | Républicain | 3 janvier 1979 - 3 janvier 1983   | 96e , 97e   | Élu en 1978. Réélu en 1980. Redécoupage vers le 42e district.                                                                                          | 1975–1983 Los Angeles, Orange (Partie Nord-Ouest)                                                                                 |
| Esteban Torres (en)              | Démocrate   | 3 janvier 1983 - 3 janvier 1999   | 98e - 105e  | Élu en 1982. Réélu en 1984. Réélu en 1986. Réélu en 1988. Réélu en 1990. Réélu en 1992. Réélu en 1994. Réélu en 1996. Retrait.                         | 1983–1993 Los Angeles (Norwalk)                                                                                                   |
| Esteban Torres (en)              | Démocrate   | 3 janvier 1983 - 3 janvier 1999   | 98e - 105e  | Élu en 1982. Réélu en 1984. Réélu en 1986. Réélu en 1988. Réélu en 1990. Réélu en 1992. Réélu en 1994. Réélu en 1996. Retrait.                         | 1993–2003 Los Angeles (Norwalk)                                                                                                   |
| Grace Napolitano                 | Démocrate   | 3 janvier 1999 - 3 janvier 2003   | 106e , 107e | Élue en 1998. Réélu en 2000. Redécoupage vers le 38e district.                                                                                         | |
| Lucille Roybal-Allard            | Démocrate   | 3 janvier 2003 - 3 janvier 2013   | 108e - 112e | Redécoupage depuis le 33e district et réélu en 2002. Réélue en 2004. Réélue en 2006. Réélue en 2008. Réélue en 2010. Redécoupage vers le 40e district. | 2003–2013 Los Angeles (Downtown L.A., Downey)                                                                                     |
| Xavier Becerra                   | Démocrate   | 3 janvier 2013 - 24 janvier 2017  | 113e - 115e | Redécoupage depuis le 31e district et réélu en 2012. Réélu en 2014. Réélu en 2016. Démissionne pour devenir Procureur Général de Californie.           | 2013–2023 Los Angeles (Downtown L.A., Nord-est de Los Angeles) 2023–en cours Los Angeles (Downtown L.A., Nord-est de Los Angeles) |
| Vacant                           | Vacant      | 24 janvier 2017 - 11 juillet 2017 |             | | 2013–2023 Los Angeles (Downtown L.A., Nord-est de Los Angeles) 2023–en cours Los Angeles (Downtown L.A., Nord-est de Los Angeles) |
| Jimmy Gomez                      | Démocrate   | 11 juillet 2017 - en cours        | 115e - 119e | Élu pour terminer le mandat de Becerra. Réélu en 2018. Réélu en 2020. Réélu en 2022. Réélu en 2024.                                                    | 2013–2023 Los Angeles (Downtown L.A., Nord-est de Los Angeles) 2023–en cours Los Angeles (Downtown L.A., Nord-est de Los Angeles) |

## Résultats des récentes élections
Voici les résultats des dix précédents cycles électoraux dans le district.

### 2004
| Élection de 2004 du 34e district congressionnel de Californie | Élection de 2004 du 34e district congressionnel de Californie | Élection de 2004 du 34e district congressionnel de Californie | Élection de 2004 du 34e district congressionnel de Californie | Élection de 2004 du 34e district congressionnel de Californie |
| ------------------------------------------------------------- | ------------------------------------------------------------- | ------------------------------------------------------------- | ------------------------------------------------------------- | ------------------------------------------------------------- |
| Parti                                                         | Parti                                                         | Candidat                                                      | Votes                                                         | %                                                             |
|                                                               | Démocrate                                                     | Lucille Roybal-Allard (sortante)                              | 82 282                                                        | 74,5                                                          |
|                                                               | Républicain                                                   | Wayne Miller                                                  | 28 175                                                        | 25,5                                                          |
| Total des votes                                               | Total des votes                                               | Total des votes                                               | 110 457                                                       | 100%                                                          |
|                                                               | Les Démocrates conservent                                     |                                                               |                                                               |                                                               |

### 2006
| Élection de 2006 du 34e district congressionnel de Californie | Élection de 2006 du 34e district congressionnel de Californie | Élection de 2006 du 34e district congressionnel de Californie | Élection de 2006 du 34e district congressionnel de Californie | Élection de 2006 du 34e district congressionnel de Californie |
| ------------------------------------------------------------- | ------------------------------------------------------------- | ------------------------------------------------------------- | ------------------------------------------------------------- | ------------------------------------------------------------- |
| Parti                                                         | Parti                                                         | Candidat                                                      | Votes                                                         | %                                                             |
|                                                               | Démocrate                                                     | Lucille Roybal-Allard (sortante)                              | 57 459                                                        | 76,8                                                          |
|                                                               | Républicain                                                   | Wayne Miller                                                  | 17 359                                                        | 23,2                                                          |
|                                                               | Indépendant                                                   | Naomi Crane (write-in)                                        | 1                                                             | 0,0                                                           |
| Total des votes                                               | Total des votes                                               | Total des votes                                               | 74 819                                                        | 100%                                                          |
|                                                               | Les Démocrates conservent                                     |                                                               |                                                               |                                                               |

### 2008
| Élection de 2008 du 34e district congressionnel de Californie | Élection de 2008 du 34e district congressionnel de Californie | Élection de 2008 du 34e district congressionnel de Californie | Élection de 2008 du 34e district congressionnel de Californie | Élection de 2008 du 34e district congressionnel de Californie |
| ------------------------------------------------------------- | ------------------------------------------------------------- | ------------------------------------------------------------- | ------------------------------------------------------------- | ------------------------------------------------------------- |
| Parti                                                         | Parti                                                         | Candidat                                                      | Votes                                                         | %                                                             |
|                                                               | Démocrate                                                     | Lucille Roybal-Allard (sortante)                              | 98 503                                                        | 77,1                                                          |
|                                                               | Républicain                                                   | Christopher Balding                                           | 29 266                                                        | 22,9                                                          |
| Total des votes                                               | Total des votes                                               | Total des votes                                               | 127 769                                                       | 100%                                                          |
|                                                               | Les Démocrates conservent                                     |                                                               |                                                               |                                                               |

### 2010
| Élection de 2010 du 34e district congressionnel de Californie | Élection de 2010 du 34e district congressionnel de Californie | Élection de 2010 du 34e district congressionnel de Californie | Élection de 2010 du 34e district congressionnel de Californie | Élection de 2010 du 34e district congressionnel de Californie |
| ------------------------------------------------------------- | ------------------------------------------------------------- | ------------------------------------------------------------- | ------------------------------------------------------------- | ------------------------------------------------------------- |
| Parti                                                         | Parti                                                         | Candidat                                                      | Votes                                                         | %                                                             |
|                                                               | Démocrate                                                     | Lucille Roybal-Allard (sortante)                              | 69 382                                                        | 77,2                                                          |
|                                                               | Républicain                                                   | Wayne Miller                                                  | 20 457                                                        | 22,8                                                          |
| Total des votes                                               | Total des votes                                               | Total des votes                                               | 89 839                                                        | 100%                                                          |
|                                                               | Les Démocrates conservent                                     |                                                               |                                                               |                                                               |

### 2012
| Élection de 2012 du 34e district congressionnel de Californie | Élection de 2012 du 34e district congressionnel de Californie | Élection de 2012 du 34e district congressionnel de Californie | Élection de 2012 du 34e district congressionnel de Californie | Élection de 2012 du 34e district congressionnel de Californie |
| ------------------------------------------------------------- | ------------------------------------------------------------- | ------------------------------------------------------------- | ------------------------------------------------------------- | ------------------------------------------------------------- |
| Parti                                                         | Parti                                                         | Candidat                                                      | Votes                                                         | %                                                             |
|                                                               | Démocrate                                                     | Xavier Becerra (sortant)                                      | 120 367                                                       | 85,6                                                          |
|                                                               | Républicain                                                   | Stephen C. Smith                                              | 20 223                                                        | 14,4                                                          |
| Total des votes                                               | Total des votes                                               | Total des votes                                               | 140 590                                                       | 100%                                                          |
|                                                               | Les Démocrates conservent                                     |                                                               |                                                               |                                                               |

### 2014
| Élection de 2014 du 34e district congressionnel de Californie | Élection de 2014 du 34e district congressionnel de Californie | Élection de 2014 du 34e district congressionnel de Californie | Élection de 2014 du 34e district congressionnel de Californie | Élection de 2014 du 34e district congressionnel de Californie |
| ------------------------------------------------------------- | ------------------------------------------------------------- | ------------------------------------------------------------- | ------------------------------------------------------------- | ------------------------------------------------------------- |
| Parti                                                         | Parti                                                         | Candidat                                                      | Votes                                                         | %                                                             |
|                                                               | Démocrate                                                     | Xavier Becerra (sortant)                                      | 44 697                                                        | 72,5                                                          |
|                                                               | Démocrate                                                     | Adrienne Nicole Edwards                                       | 16 924                                                        | 27,5                                                          |
| Total des votes                                               | Total des votes                                               | Total des votes                                               | 61 621                                                        | 100%                                                          |
|                                                               | Les Démocrates conservent                                     |                                                               |                                                               |                                                               |

### 2016
| Élection de 2012 du 34e district congressionnel de Californie | Élection de 2012 du 34e district congressionnel de Californie | Élection de 2012 du 34e district congressionnel de Californie | Élection de 2012 du 34e district congressionnel de Californie | Élection de 2012 du 34e district congressionnel de Californie |
| ------------------------------------------------------------- | ------------------------------------------------------------- | ------------------------------------------------------------- | ------------------------------------------------------------- | ------------------------------------------------------------- |
| Parti                                                         | Parti                                                         | Candidat                                                      | Votes                                                         | %                                                             |
|                                                               | Démocrate                                                     | Xavier Becerra (sortant)                                      | 122 842                                                       | 77,2                                                          |
|                                                               | Démocrate                                                     | Adrienne Nicole Edwards                                       | 36 314                                                        | 22,8                                                          |
| Total des votes                                               | Total des votes                                               | Total des votes                                               | 159 156                                                       | 100%                                                          |
|                                                               | Les Démocrates conservent                                     |                                                               |                                                               |                                                               |

### 2017 (Spéciale)
| Élection Spéciale de 2017 du 34e district congressionnel de Californie | Élection Spéciale de 2017 du 34e district congressionnel de Californie | Élection Spéciale de 2017 du 34e district congressionnel de Californie | Élection Spéciale de 2017 du 34e district congressionnel de Californie | Élection Spéciale de 2017 du 34e district congressionnel de Californie |
| ---------------------------------------------------------------------- | ---------------------------------------------------------------------- | ---------------------------------------------------------------------- | ---------------------------------------------------------------------- | ---------------------------------------------------------------------- |
| Parti                                                                  | Parti                                                                  | Candidat                                                               | Votes                                                                  | %                                                                      |
|                                                                        | Démocrate                                                              | Jimmy Gomez                                                            | 25 569                                                                 | 59,2                                                                   |
|                                                                        | Démocrate                                                              | Robert Lee Ahn                                                         | 17 610                                                                 | 40,8                                                                   |
| Total des votes                                                        | Total des votes                                                        | Total des votes                                                        | 43 179                                                                 | 100%                                                                   |
|                                                                        | Les Démocrates conservent                                              |                                                                        |                                                                        |                                                                        |

### 2018
| Élection de 2018 du 34e district congressionnel de Californie | Élection de 2018 du 34e district congressionnel de Californie | Élection de 2018 du 34e district congressionnel de Californie | Élection de 2018 du 34e district congressionnel de Californie | Élection de 2018 du 34e district congressionnel de Californie |
| ------------------------------------------------------------- | ------------------------------------------------------------- | ------------------------------------------------------------- | ------------------------------------------------------------- | ------------------------------------------------------------- |
| Parti                                                         | Parti                                                         | Candidat                                                      | Votes                                                         | %                                                             |
|                                                               | Démocrate                                                     | Jimmy Gomez (sortant)                                         | 110 195                                                       | 72,5                                                          |
|                                                               | Vert                                                          | Kenneth Mejia                                                 | 41 711                                                        | 27,5                                                          |
| Total des votes                                               | Total des votes                                               | Total des votes                                               | 151 906                                                       | 100%                                                          |
|                                                               | Les Démocrates conservent                                     |                                                               |                                                               |                                                               |

### 2020
| Élection de 2020 du 34e district congressionnel de Californie | Élection de 2020 du 34e district congressionnel de Californie | Élection de 2020 du 34e district congressionnel de Californie | Élection de 2020 du 34e district congressionnel de Californie | Élection de 2020 du 34e district congressionnel de Californie |
| ------------------------------------------------------------- | ------------------------------------------------------------- | ------------------------------------------------------------- | ------------------------------------------------------------- | ------------------------------------------------------------- |
| Parti                                                         | Parti                                                         | Candidat                                                      | Votes                                                         | %                                                             |
|                                                               | Démocrate                                                     | Jimmy Gomez (sortant)                                         | 108 792                                                       | 53,0                                                          |
|                                                               | Démocrate                                                     | David Kim                                                     | 96 554                                                        | 47,0                                                          |
| Total des votes                                               | Total des votes                                               | Total des votes                                               | 205 346                                                       | 100%                                                          |
|                                                               | Les Démocrates conservent                                     |                                                               |                                                               |                                                               |

### 2022
La Californie a tenu sa Primaire Jungle le 7 juin 2022, selon ce système de Primaire, tous les candidats sont sur le même bulletin de vote, et les deux arrivés en tête s'affronteront le jour de l'Élection Générale, à savoir le 8 novembre 2022.
| Primaire Jungle 2022 du 34e district congressionnel de Californie | Primaire Jungle 2022 du 34e district congressionnel de Californie | Primaire Jungle 2022 du 34e district congressionnel de Californie | Primaire Jungle 2022 du 34e district congressionnel de Californie | Primaire Jungle 2022 du 34e district congressionnel de Californie |
| ----------------------------------------------------------------- | ----------------------------------------------------------------- | ----------------------------------------------------------------- | ----------------------------------------------------------------- | ----------------------------------------------------------------- |
| Parti                                                             | Parti                                                             | Candidat                                                          | Votes                                                             | %                                                                 |
|                                                                   | Démocrate                                                         | Jimmy Gomez (sortant)                                             | 45 376                                                            | 50,7                                                              |
|                                                                   | Démocrate                                                         | David Kim                                                         | 34 921                                                            | 39,0                                                              |
|                                                                   | Républicain                                                       | Clifton Rio Torrado VonBuck                                       | 9150                                                              | 10,2                                                              |

| Élection de 2022 du 34e district congressionnel de Californie | Élection de 2022 du 34e district congressionnel de Californie | Élection de 2022 du 34e district congressionnel de Californie | Élection de 2022 du 34e district congressionnel de Californie | Élection de 2022 du 34e district congressionnel de Californie |
| ------------------------------------------------------------- | ------------------------------------------------------------- | ------------------------------------------------------------- | ------------------------------------------------------------- | ------------------------------------------------------------- |
| Parti                                                         | Parti                                                         | Candidat                                                      | Votes                                                         | %                                                             |
|                                                               | Démocrate                                                     | Jimmy Gomez (sortant)                                         | 62 244                                                        | 51,2                                                          |
|                                                               | Démocrate                                                     | David Kim                                                     | 59 223                                                        | 48,8                                                          |
| Total des votes                                               | Total des votes                                               | Total des votes                                               | 121 467                                                       | 100%                                                          |
|                                                               | Les Démocrates conservent                                     |                                                               |                                                               |                                                               |

### 2024
La Californie a tenu sa Primaire Jungle le 5 mars 2024, selon ce système de Primaire, tous les candidats sont sur le même bulletin de vote, et les deux arrivés en tête s'affronteront le jour de l'Élection Générale, à savoir le 5 novembre 2024.
| Primaire Jungle 2024 du 34e district congressionnel de Californie | Primaire Jungle 2024 du 34e district congressionnel de Californie | Primaire Jungle 2024 du 34e district congressionnel de Californie | Primaire Jungle 2024 du 34e district congressionnel de Californie | Primaire Jungle 2024 du 34e district congressionnel de Californie |
| ----------------------------------------------------------------- | ----------------------------------------------------------------- | ----------------------------------------------------------------- | ----------------------------------------------------------------- | ----------------------------------------------------------------- |
| Parti                                                             | Parti                                                             | Candidat                                                          | Votes                                                             | %                                                                 |
|                                                                   | Démocrate                                                         | Jimmy Gomez (sortant)                                             | 41 611                                                            | 51,2                                                              |
|                                                                   | Démocrate                                                         | David Kim                                                         | 22 703                                                            | 27,9                                                              |
|                                                                   | Républicain                                                       | Clifton Rio Torrado VonBuck                                       | 11 495                                                            | 14,1                                                              |
|                                                                   | Paix et Liberté                                                   | Aaron Reveles                                                     | 3223                                                              | 4,0                                                               |
|                                                                   | Démocrate                                                         | David Ferrell                                                     | 2312                                                              | 2,8                                                               |

| Élection de 2024 du 34e district congressionnel de Californie | Élection de 2024 du 34e district congressionnel de Californie | Élection de 2024 du 34e district congressionnel de Californie | Élection de 2024 du 34e district congressionnel de Californie | Élection de 2024 du 34e district congressionnel de Californie |
| ------------------------------------------------------------- | ------------------------------------------------------------- | ------------------------------------------------------------- | ------------------------------------------------------------- | ------------------------------------------------------------- |
| Parti                                                         | Parti                                                         | Candidat                                                      | Votes                                                         | %                                                             |
|                                                               | Démocrate                                                     | Jimmy Gomez (sortant)                                         | 105 394                                                       | 55,6                                                          |
|                                                               | Démocrate                                                     | David Kim                                                     | 84 020                                                        | 44,4                                                          |
| Total des votes                                               | Total des votes                                               | Total des votes                                               | 189 414                                                       | 100%                                                          |
|                                                               | Les Démocrates conservent                                     |                                                               |                                                               |                                                               |

## Frontières historiques du district
De 2003 à 2013, le quartier se composait de parties du centre-ville de Los Angeles, notamment Downey, Bellflower et Maywood. En raison du redécoupage après le recensement des États-Unis de 2010, le district a pivoté vers le nord-est dans le Comté de Los Angeles et comprend toujours le centre-ville de Los Angeles et les régions du nord-est.